# エールール

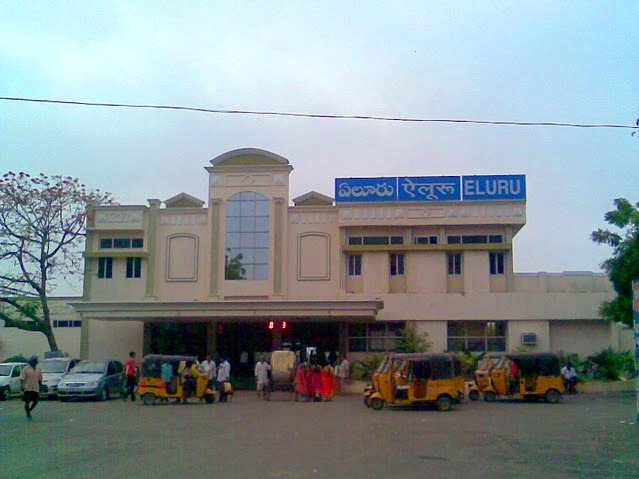
エールール駅

エールール（カンナダ語：ఏలూరు、Ēlūru）は、インドのアーンドラ・プラデーシュ州、パシュチマ・ゴーダーヴァリ県の県都。英語読みではエッロール（Ellore）と呼ばれる。

## 歴史
1471年、オリッサのガジャパティ朝の領土となる。
1515年、ヴィジャヤナガル王国の領土となり、その後はゴールコンダ王国の領土となった。
1766年、ニザーム王国から北サルカールがイギリスに割譲された際、エールールも割譲された。

## 人口
2011年の人口統計では、357414 人。